# Глибоке прикриття
Глибоке прикриття (англ. Deep Cover) — британський комедійний бойовик 2025 року, у головних ролях якого Брайс Даллас Говард, Орландо Блум та Нік Мохаммед грають акторів-імпровізаторів, завербованих поліцією для операцій під прикриттям у лондонському злочинному світі, де вони повинні використовувати свої навички, щоб проникнути в банду. У ролях другого плану знялися Патрік Консідайн, Іян Макшейн та Шон Бін. Режисером фільму виступив Том Кінгслі, а сценарій написали Колін Треворроу, Дерек Конноллі, Бен Ашенден та Александр Оуен. Фільм «Глибоке прикриття» вийшов у всьому світі на Amazon Prime Video 12 червня 2025 року.

## Сюжет
Кет Браянт, лондонська стендап-комік та викладачка імпровізації у Лондоні, отримує пропозицію від детектив-сержанта Грема Біллінгса з міської поліції завербувати акторів для незначних спецоперацій. Вона залучає двох студентів — Марлона Свіфта, актора-початківця, та Г'ю, соціально незграбного ІТ-працівника — щоб створити тріо.
Групу відправляють розслідувати магазин, де продають підроблені сигарети, що призводить їх до Флая, — кримінального дилера середнього рівня. Коли Флай пропонує їм викрадений кокаїн для продажу, Кет обманює конкуруюче албанське угруповання, щоб воно викупило їхні власні наркотики. Вражений, Флай наймає трійцю, а Біллінгс заохочує їх продовжувати роботу під прикриттям.
Діючи під псевдонімами, вони залякують чоловіка на ім'я Сагар, який гине під час втечі. Детектив-інспектор Доуз веде офіційне розслідування смерті. Поліція помилково приймає трійцю за професійних злочинців, але вона здобуває авторитет у оточенні Флая. Пізніше їх відправляють на переговори з іншим дилером, але угода зривається. Кет виявляє, що Біллінгс корумпований і використовує їх для особистої вигоди. Невдовзі його вбиває соратник Флая, Шош.
Меткалф, бос Флая, намагається ідентифікувати соратників Біллінгса, зламавши його телефон, тому трійця поспішає перервати це. Однак телефон виявляється пасткою, і Меткалф наказує їх стратити. Натомість, Флай відпускає їх. Групу заарештовує Доуз, але їм висунуто звинувачення через брак доказів корупції Біллінгса. Кет переконує Флая одягнути прослуховуваний пристрій під час зустрічі з албанцями в обмін на недоторканність для всіх чотирьох.
Під час угоди трійця, яка тепер імпровізуючи як офіцери під прикриттям, втручається, щоб врятувати Флая та записати на плівку зізнання Меткалфа щодо наркотиків, що змушує справжню поліцію увірватися та заарештувати злочинців. Меткалфа вбиває Шош, якому вдається втекти. Флай, дізнавшись, що трійця насправді є акторами-імпровізаторами, винагороджує їх грошима. Згодом Марлон досягає прориву у своїй акторській кар'єрі, Г'ю займається своєю справжньою пристрастю, відкриваючи винний магазин, а Кет отримує великий новий клас учнів на тлі чуток про її роботу під прикриттям.

## Акторський склад
- Брайс Даллас Говард у ролі Кет
- Орландо Блум у ролі Марлона
- Нік Мохаммед[en] у ролі Г'ю
- Патрік Консідайн у ролі Флая
- Соноя Мідзуно у ролі Шош
- Іян Макшейн у ролі Меткалфа
- Шон Бін у ролі сержанта Біллінгса
- Бен Ашенден[en] у ролі сержанта Доуза
- Александр Оуен у ролі сержанта Беверлі
- Омід Джалілі[en] у ролі Сагара
- Ннека Окоє у ролі К-Леш
- Фрея Паркер[fr] у ролі Гаррієт
- Софі Дюкер[en] у ролі Еллен
- Сюзанна Філдінг[en] у ролі Рут
- Кеті Вікс[en] у ролі Лотти

## Виробництво
Про вихід фільму було анонсовано у лютому 2024 року, режисером мав стати Том Кінгслі. Він був заснований на оригінальній історії Дерека Конноллі та Коліна Треворроу, а сценарій написали британський комедійний дует Бена Ашендена та Александра Оуена. Продюсером проєкту був Треворроу через Metronome Film Co. разом із Волтером Ф. Парксом та Лорі Макдональд, а Енніс Гамільтон виступила співпродюсеркою.
Головний акторський склад — Брайс Даллас Говард, Орландо Блум, Шон Бін, Нік Мохаммед, Іян Макшейн, Патрік Консідайн, Соноя Мідзуно та Бен Руфус Грін — був оголошений 1 лютого 2024 року.
Основні зйомки розпочалися 5 лютого 2024 року в Лондоні.

## Реліз
Глобальна прем'єра фільму «Глибоке прикриття» відбулася на Amazon Prime Video 12 червня 2025 року.

## Сприйняття
На веб-сайті агрегатора рецензій Rotten Tomatoes 91 % з 38 відгуків критиків є позитивними. Консенсус вебсайту гласить: «Як і будь-який хороший імпровізований комедійний скетч, Глибоке прикриття ставиться до кумедної постановки з вільним почуттям веселощів, даючи кожному зі своїх виконавців час проявити себе». Metacritic, який використовує середньозважену оцінку, присвоїв фільму 68 балів зі 100 на основі відгуків 10 критиків, що вказує на «загалом схвальні» відгуки.